# Generalmajor (Indija)

Generalmajor je generalski (dvozvezdni) vojaški čin Indijske kopenske vojske, ki v sklopu Natovega standarda STANAG 2116 sodi v razred OF-7. Čin je bil neposredno prevzet po istem britanskem činu, pri čemer so zamenjali krono z narodnim grbom Indije in tudi preoblikovali zvezdo.
Nadrejen je činu brigadnega generala in podrejen činu generalporočnika. Enakovreden je činu zračnega podmaršala Indijskega vojnega letalstva in činu viceadmirala Indijske vojne mornarice. 
Oznaka čina je sestavljena iz prekrižane sablje in maršalske palice ter ene zvezde.
Čin generalmajorja doseže častnik običajno po 33 letih vojaške službe, pri čemer je povprečna starost 55 let.